# 腺ペストの祭壇画
『腺ペストの祭壇画』（せんペストのさいだんが、伊: Palla della peste、英: Palla della Peste）、または『大奉納祭壇画』（だいほうのうさいだんが、伊: Pallione del voto、英: Pallione del Voto）は、イタリア・バロック期のボローニャ派の巨匠グイド・レーニが1631-1632年に絹上に油彩で制作した絵画である。聖母子をボローニャの聖人たちであるボローニャのペトロニウス、聖フランチェスコ、イグナチオ・デ・ロヨラ、フランシスコ・ザビエル、ボローニャの聖プロクルス、聖フロリアヌスとともに表現している。作品はボローニャ国立絵画館に所蔵されている。

## 作品
この祭壇画は、ボローニャでの腺ペスト禍が収まった後の1631–1632年に奉納画として描かれた。以前は毎年、ボローニャのサン・ドメニコ教会からパラッツォ・プッブリコ  (市庁舎) までの行進の際に運ばれた。
絵画の構成は、ボローニャ国立絵画館に所蔵されているアンニーバレ・カラッチの16世紀後半の作品『聖母子と聖人たち』に示される人物像の配置に負っている。聖母子は最上段に配置され、幼子イエス・キリストは右手で祝福をし、左手で花咲く小枝を持っている。聖母子の周囲では、智天使が花、ロザリオ、スカプラリオを持ち、聖母マリアに星の冠を授けている。 聖母は、「無原罪の御宿りの聖母」のアトリビュート (人物を特定する事物) を多くを持っている。しかし、上弦の月に乗る代わりに、彼女は腺ペスト禍の収束がもたらした平和の象徴である逆さまの虹に乗っている。

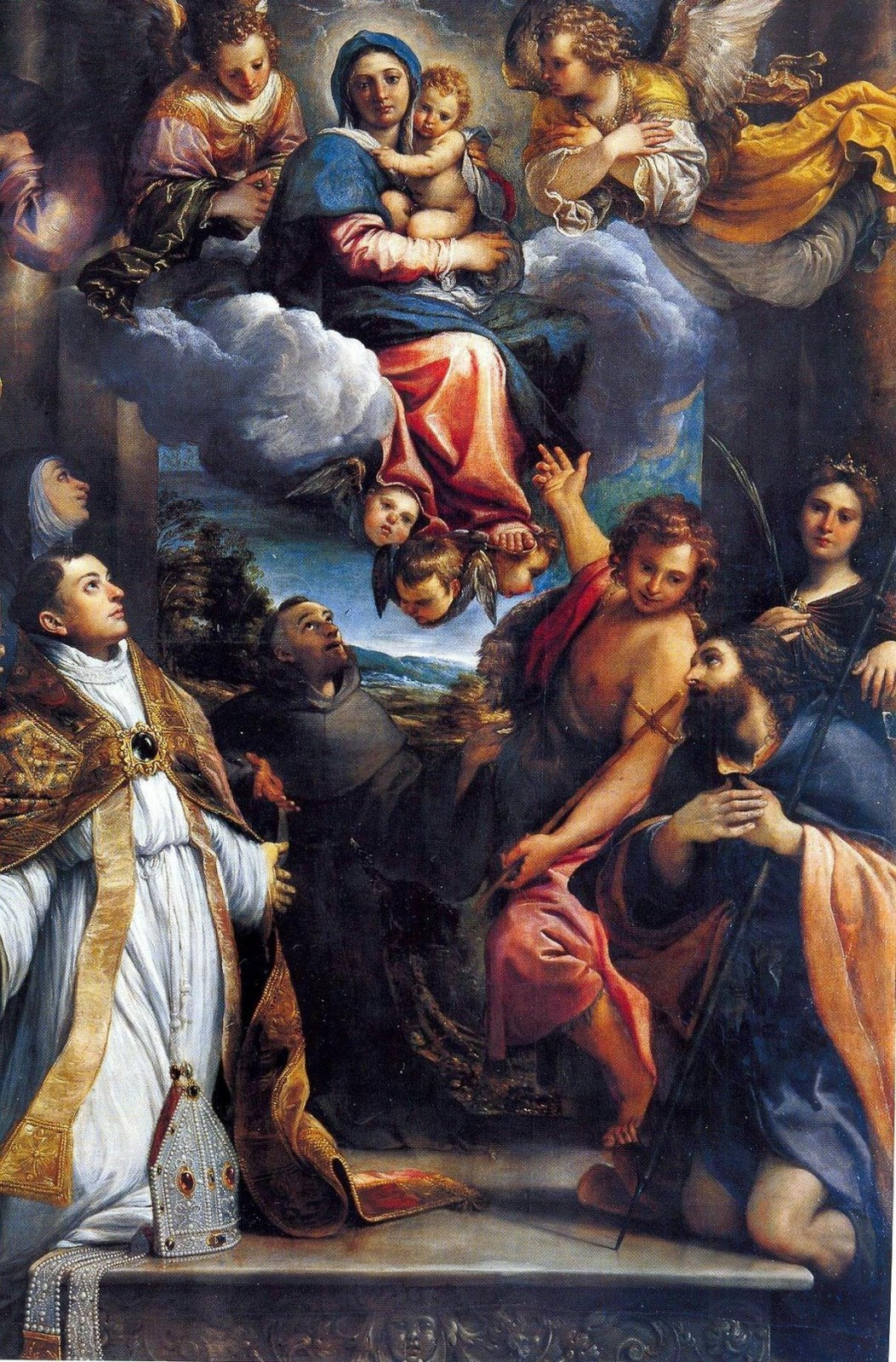
アンニーバレ・カラッチ『聖母子と聖人たち』 (16世紀後半)、ボローニャ国立絵画館

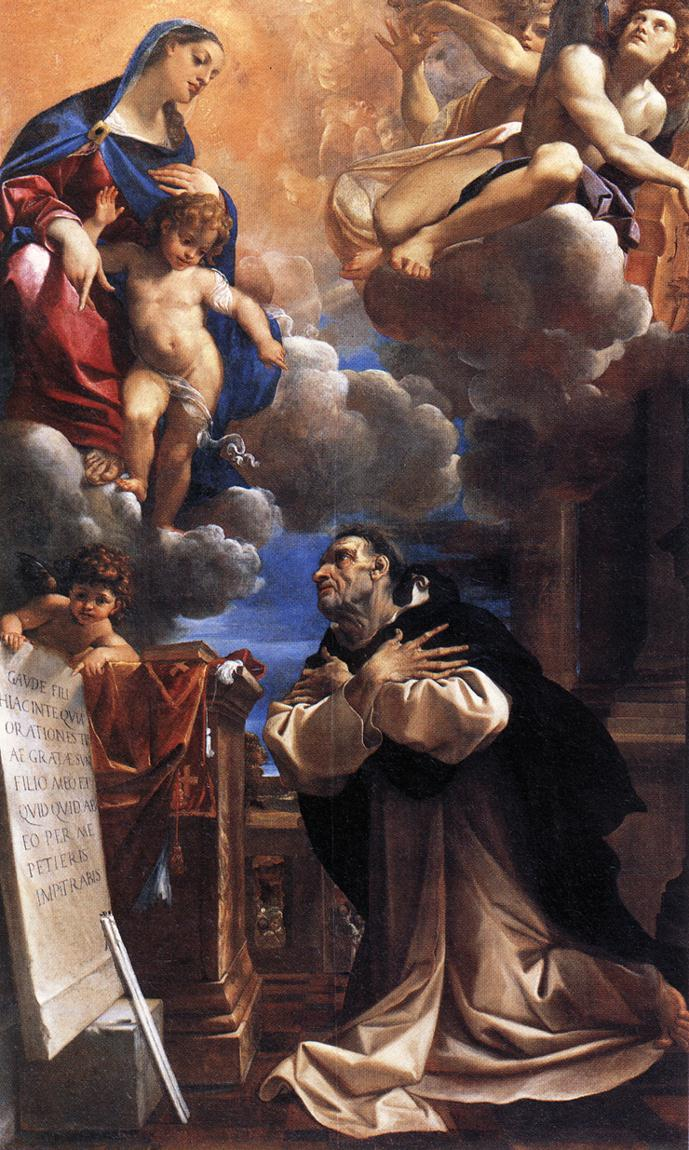
ルドヴィコ・カラッチ『栄光の聖母子と聖イヤサント』 (1598年)、ルーヴル美術館、パリ。元来、ボローニャのサン・ドメニコ教会に所蔵されていた。

画面下部の中央では、7人の聖人たちがボローニャのために聖母子に嘆願している。左端にいる列聖されたばかりのカルロ・ボッロメーオは、ミラノでの疫病における奉仕で知られていた。彼の横には、殉教した古代ローマの兵士であるボローニャの聖プロクルスが剣とシュロの葉 (殉教の象徴) を持っている。プロクルスの下で跪いているのは、足元に司教のミトラを置いている聖ペトロニウスである。
右端には、鎧を着た聖フロリアヌスが斧槍とシュロの葉を持っている。中央にはキャソック姿の聖フランチェスコがおり、彼の右には2人のイエズス会の聖人である、フランシスコ・ザビエル (シュロの葉の真下) と、イエズス会の創始者イグナチオ・デ・ロヨラがいる。聖ドミニクスは右側で純潔のユリを持っている。一番下の不吉な灰色の空の下には、2本の塔があるボローニャの町が見える。町の外壁の外側には埋葬のために死体を運ぶ葬儀屋がおり、壁のところで人々が騒ぎ、嘆いている。
絵画の様式は、ルドヴィコ・カラッチの土色のような色彩を想起させる。なお、本作が所蔵されるボローニャ国立絵画館には、1616年のレーニによる聖母子を描いた奉納画も所蔵されている。本作は、ヴィアルドにより「レーニが採用した寒色の色彩による見事な作例」と評されている。